# Buon viaggio: avventure psichedeliche
Buon viaggio: avventure psichedeliche è un film documentario del 2020 diretto da Donick Cary.

## Trama
Il documentario ruota attorno a celebrità che raccontano aneddoti sull'uso di droghe allucinogene.

## Accoglienza
Su Rotten Tomatoes, il documentario ha un indice di gradimento del 58% basato su 26 recensioni. Su Metacritic, il film ha ricevuto un punteggio di 44 su 100 sulla base di 9 critici.